# Anthimus VI van Constantinopel
Anthimus VI (Grieks: Άνθιμος Στ') (Koutale, 1782 - Constantinopel, 7 december 1878) was oecumenisch patriarch van 16 december 1845 tot 30 oktober 1848, van 6 oktober 1853 tot 3 oktober 1855 en van 17 september 1871 tot 12 oktober 1873.
Anthimus VI is afkomstig uit het dorpje Koutale bij de Zee van Marmara, waar hij werd geboren als Ioannis Koutalianos (Grieks: Ἰωαννίδης Κουταλιανός). Voordat hij patriarch werd, was hij achtereenvolgens monnik van het klooster Esphigmenou op de Heilige Berg Athos, metropoliet van Serrhae, Prusa en Efeze. Gedurende zijn drie ambtstermijnen als patriarch loste patriarch Anthimus VI ondanks de wankele positie van de Oecumenische Troon enkele belangrijke religieuze kwesties op. Tijdens zijn derde ambtsperiode excommuniceerde hij de Bulgaars-Orthodoxe Kerk nadat die zich in 1870 autocefaal had verklaard.